# The Faim
The Faim ist eine australische Rockband aus Perth.

## Geschichte

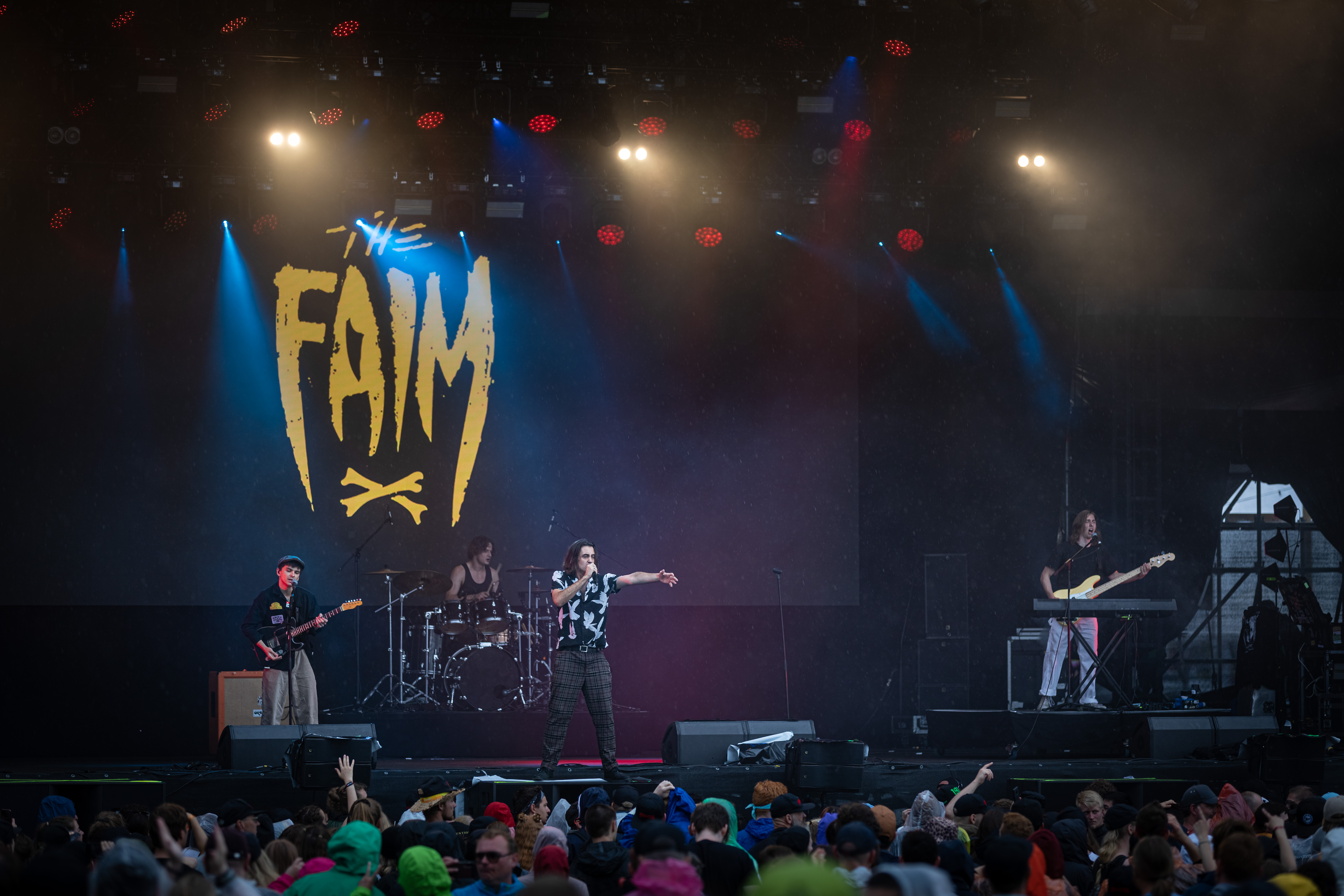
The Faim live bei Rock am Ring 2022

Die Band wurde 2014 von Josh Raven, Michael Bono und Stephen Beerkens gegründet, die dieselbe Highschool im australischen Perth besuchten. Zu dritt suchten sie nach einem Schlagzeuger, den sie mit Sean Tighe über YouTube fanden. Daraufhin begannen sie, eigene Songs zu schreiben und aufzunehmen. Mittlerweile ist Samuel Tye als Gitarrist in der Band tätig. Im November 2018 wurde bekanntgegeben, dass der Schlagzeuger Sean Tighe die Band verlässt. Im Januar 2019 wurden der neue Schlagzeuger Linden Marissen und Sam Tye offiziell als neue Mitglieder der Band bekanntgegeben.
Im Sommer 2018 erschien ihr erstes Mini-Album Summer Is a Curse mit der gleichnamigen Single, die von John Feldmann produziert wurde. Im selben Jahr traten sie auf verschiedenen Musikfestivals auf, beispielsweise auf dem Download-Festival in England, sowie begleitend mit Bands wie Sum 41, Lower Than Atlantis und Sleeping with Sirens. 2018 waren sie die Vorgruppe der Band Against the Current auf deren Europa-Tour. Im Februar 2019 starteten sie ihre erste Headline Tour in Europa.

## Diskografie

### Alben
- 2019: State of Mind
- 2022: Talk Talk

### EPs
- 2018: Summer Is a Curse

### Singles
- 2018: Saints of the Sinners
- 2018: Midland Line
- 2018: One Way or Another
- 2018: Summer Is a Curse
- 2018: A Million Stars
- 2019: Fire
- 2019: Amelie
- 2019: Humans
- 2021: Ease My Mind
- 2022: The Hills
- 2022: ERA
- 2022: The Alchemist

## Auszeichnungen für Musikverkäufe
| Platin-Schallplatte - Frankreich - 2023: für die Single Summer Is a Curse |

| Land/RegionAuszeichnungen für Musikverkäufe (Land/Region, Auszeichnungen, Verkäufe, Quellen) | Gold | Platin  | Verkäufe | Quellen         |
| -------------------------------------------------------------------------------------------- | ---- | ------- | -------- | --------------- |
| Frankreich (SNEP)                                                                            | —    | Platin1 | 200.000  | snepmusique.com |
| Insgesamt                                                                                    | —    | Platin1 |          |                 |